# Thalassodes viridicaput
Thalassodes viridicaput là một loài bướm đêm trong họ Geometridae.